# Pedro Iturralde

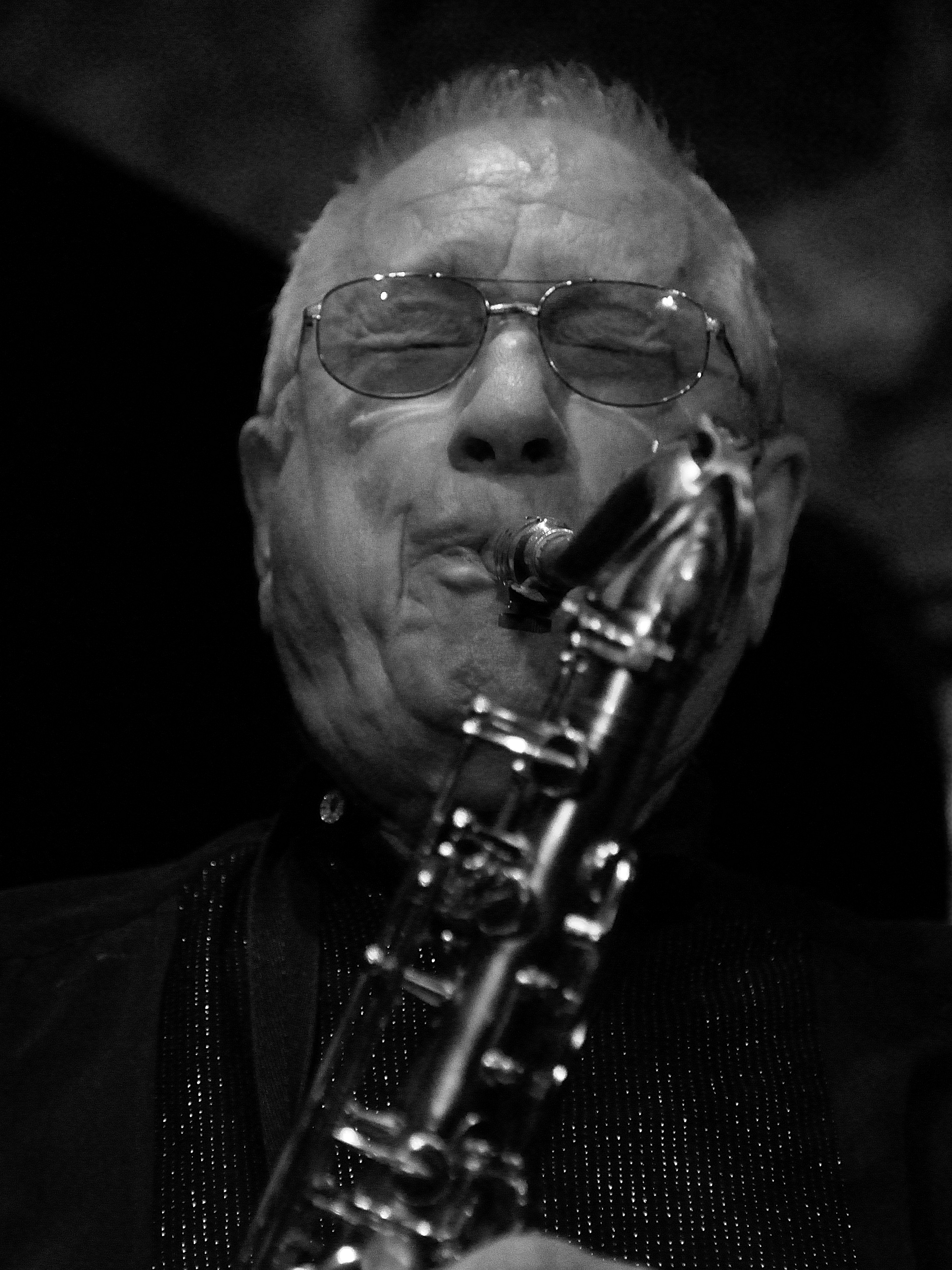
Pedro Iturralde (2013)

Pedro Iturralde Ochoa (* 13. Juli 1929 in Falces, Navarra; † 1. November 2020 in Madrid) war ein spanischer Saxophonist, Komponist und Hochschullehrer.

## Leben und Wirken
Iturralde stammte aus einer musikalischen Familie und spielte schon mit neun Jahren Klarinette und Saxophon in der lokalen Banda Municipal de Falces. In den späten 1940er Jahren absolvierte er ein Musikstudium am Konservatorium von Madrid, das er mit einem Diplom als klassischer Saxophonist abschloss. Bereits 1949 entstand seine Komposition „La pequeña Czarda“ für Saxophon und Klavier.
In den frühen 1960er Jahren spielte Iturralde im Whisky Jazz Club in Madrid mit amerikanischen Gastsolisten wie Don Byas, Lee Konitz, Gerry Mulligan oder Donald Byrd. 1968 nahm er für das amerikanische Label Blue Note Records die LP Pedro Iturralde Quartet featuring Hampton Hawes auf.
Pionierarbeit leistete Iturralde mit eigenen Formationen, mit denen er versuchte, Jazz und Flamenco zum Flamenco Jazz zu fusionieren und in denen auch der Gitarrist Paco de Lucía, der Bassist Erich Peter und der Schlagzeuger Peer Wyboris mitwirkten. Nach einem von der BBC übertragenen Mitschnitt eines Konzerts in London lud Joachim-Ernst Berendt die Gruppe 1967 zu den Berliner Jazztagen ein und produzierte mit ihr die LP Jazz Flamenco in der Serie Jazz Meets the World für die Schwarzwälder Plattenfirma Saba (später MPS). Als Folge dieser Veröffentlichung erhielt Iturralde vom Magazin Down Beat ein Stipendium, mit dem er am Berklee College of Music in Boston einen Arrangierkurs bei Herb Pomeroy belegen konnte.
Im Bereich der klassischen Musik beherrschte Iturralde praktisch das gesamte Repertoire der Werke, die für Orchester und Saxophon komponiert worden sind. Er trat mit vielen klassischen Orchestern auf; mit dem spanischen Nationalorchester unternahm er 1989 eine Tournee durch Japan und die USA. 1994 gab er ein Konzert in den USA. 1996 trat er in Israel mit dem Yaron Gottfried Trio und der Flamenco-Tänzerin Silvia Duran auf.
Iturralde komponierte selber zahlreiche Werke, vorwiegend für Saxophonensembles. Auch verfasste er Filmmusiken für die Filme Operación Secretaria (1966), Mayores con reparos (1967), El viaje a ninguna parte (1986) und Berlín Blues (1988). 
Von 1978 bis zu seiner Pensionierung im Jahre 1994 unterrichtete Iturralde als Saxophonlehrer am Real Conservatorio Superior de Música de Madrid. Im Februar 2016 wurde sein Leben in der Fundación SGAE in Madrid mit Konzerten seines Quartetts und anderer Musiker, einer Vorführung von Filmen, für die er die Soundtracks geschrieben hatte, und einer Ausstellung von Erinnerungsstücken an seine Karriere gefeiert.

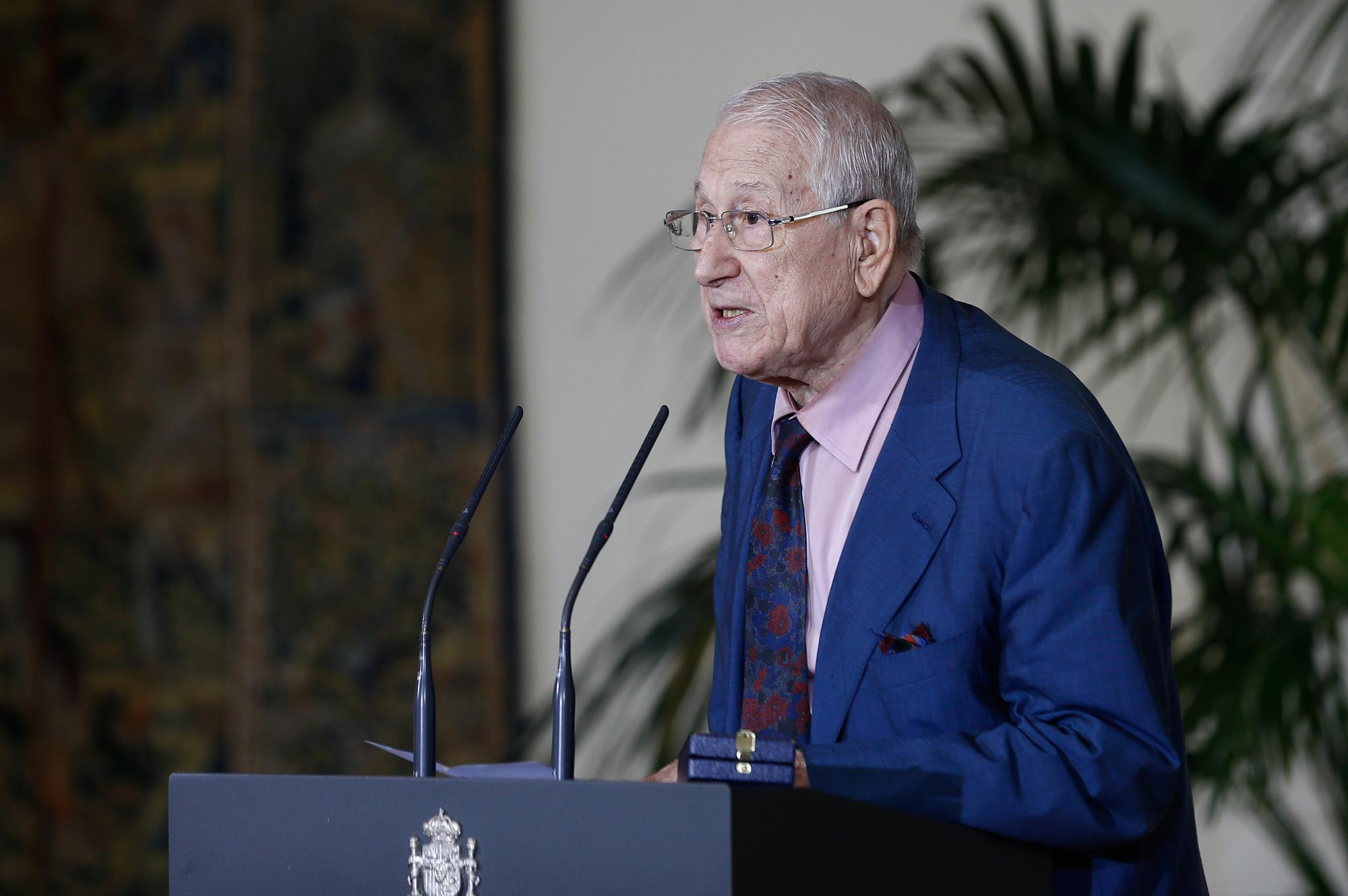
Pedro Iturralda (bei der Verleihung der Medalla al Mérito en el Trabajo 2017)

## Preise und Auszeichnungen
Iturralde erhielt 1972 für seine Komposition Like Coltrane beim Komponistenwettbewerb in Monaco einen Preis. Für sein Lebenswerk wurde ihm 2007 der Premio Principe Viana de la Cultura zugesprochen. Auch wurde er 2009 mit der Goldmedaille des Mérito de las Bellas Artes ausgezeichnet. 2017 wurde ihm die Medalla al Mérito en el Trabajo verliehen.

## Diskographische Hinweise
- Flamenco Jazz (Saba, 1967; auch als Jazz Flamenco Vol. 1 bei HISPAVOX)
- Jazz Flamenco Vol. 2 (HISPAVOX, S.S., 1968)
- Flamenco Studio (CBS, 1986)
- Etnofonias (Dada Dada 1999)
- Complete Music for Saxophone and Piano (Naxos, 2016; mit Juan M. Jiménez, Esteban Ocaña sowie Claude Delangle)